# Famadihana
Famadihana je pohřební tradice Malgašů na ostrově Madagaskar, známá také jako "obracení kostí". Během obřadu famadihana lidé vynášejí těla svých předků z rodinných hrobek, přebalují je do čisté látky – zvané lamba – a přepisují na látku jejich jména, aby si je lidé pamatovali. Poté účastníci obřadu tančí a zpívají, zatímco nesou mrtvoly zabalené do čisté lamby nad hlavami a obcházejí hrobku. Následně mrtvoly vrátí do rodinné hrobky.
Famadihana je podle afrikanisty a religionisty Ondřeje Havelky tradice kořenící v 17. století, ovšem může navazovat na tradici dvojitého pohřbu z jihovýchodní Asie a Oceánie. Tato tradice je založena na víře, že duchové zemřelých se připojí ke světu předků až po úplném rozkladu těla a příslušných obřadech, které trvají mnoho let. Na Madagaskaru se rituál famadihana u nebožtíka opakuje každých pět až deset let. Jde mimo jiné o prevenci před vznikem kinoly, což je tajemná bytost, která podle tamějšího přesvědčení vyžírá živé lidi zevnitř. Dnes je praxe famadihany často kritizována mimo jiné proto, že se při ní údajně šíří plicní mor.